# Désobéissance civile en ligne
 (avril 2025).
Si vous disposez d'ouvrages ou d'articles de référence ou si vous connaissez des sites web de qualité traitant du thème abordé ici, merci de compléter l'article en donnant les références utiles à sa vérifiabilité et en les liant à la section « Notes et références ».
 (avril 2025).
La mise en forme du texte ne suit pas les recommandations de Wikipédia : il faut le « wikifier ».
Les points d'amélioration suivants sont les cas les plus fréquents. Le détail des points à revoir est peut-être précisé sur la page de discussion.
- Les titres sont pré-formatés par le logiciel. Ils ne sont ni en capitales, ni en gras.
- Le texte ne doit pas être écrit en capitales (les noms de famille non plus), ni en gras, ni en italique, ni en « petit »…
- Le gras n'est utilisé que pour surligner le titre de l'article dans l'introduction, une seule fois.
- L'italique est rarement utilisé : mots en langue étrangère, titres d'œuvres, noms de bateaux, etc.
- Les citations ne sont pas en italique mais en corps de texte normal. Elles sont entourées par des guillemets français : « et ».
- Les listes à puces sont à éviter, des paragraphes rédigés étant largement préférés. Les tableaux sont à réserver à la présentation de données structurées (résultats, etc.).
- Les appels de note de bas de page (petits chiffres en exposant, introduits par l'outil «  Source ») sont à placer entre la fin de phrase et le point final[comme ça].
- Les liens internes (vers d'autres articles de Wikipédia) sont à choisir avec parcimonie. Créez des liens vers des articles approfondissant le sujet. Les termes génériques sans rapport avec le sujet sont à éviter, ainsi que les répétitions de liens vers un même terme.
- Les liens externes sont à placer uniquement dans une section « Liens externes », à la fin de l'article. Ces liens sont à choisir avec parcimonie suivant les règles définies. Si un lien sert de source à l'article, son insertion dans le texte est à faire par les notes de bas de page.
- La présentation des références doit suivre les conventions bibliographiques. Il est recommandé d'utiliser les modèles {{Ouvrage}}, {{Chapitre}}, {{Article}}, {{Lien web}} et/ou {{Bibliographie}}. Le mode d'édition visuel peut mettre en forme automatiquement les références.
- Insérer une infobox (cadre d'informations à droite) n'est pas obligatoire pour parachever la mise en page.

Pour une aide détaillée, merci de consulter Aide:Wikification.
Si vous pensez que ces points ont été résolus, vous pouvez retirer ce bandeau et améliorer la mise en forme d'un autre article.
 (avril 2025).
La désobéissance civile en ligne désigne l’ensemble des actions menées sur Internet à des fins de protestation, en violation délibérée de certaines lois ou règles, mais sans recours à la violence. Elle s’inscrit dans la continuité de la désobéissance civile traditionnelle, conceptualisée par Henry David Thoreau, et qui est défini par John Rawls comme un « acte public, non-violent et conscient, contraire à la loi, généralement fait avec l’intention de provoquer un changement dans la politique ou la législation d’un gouvernement ». La désobéissance civile en ligne est souvent associée au hacktivisme.

## Origines et contexte historique
La désobéissance civile en ligne s'inscrit dans la continuité des mouvements de contestation du XXe siècle, adaptés aux nouvelles technologies. Dans les années 1990, apparaît les premières actions avec le groupe Cult of the Dead Cow et les « web sit-ins » organisés par l’Electronic Disturbance Theater qui mène des campagnes numériques en soutien à diverses causes politiques et sociales.
Les mouvements de contestation en ligne ont pris de l'ampleur au cours des années 2000 et 2010, notamment avec l'apparition d'Anonymous ou de Wikileaks, avec des cyberattaques ciblées contre des gouvernements ou des entreprises accusées de censure ou d’atteintes aux droits humains.

## Formes d’actions

### Blocages et attaques DDoS

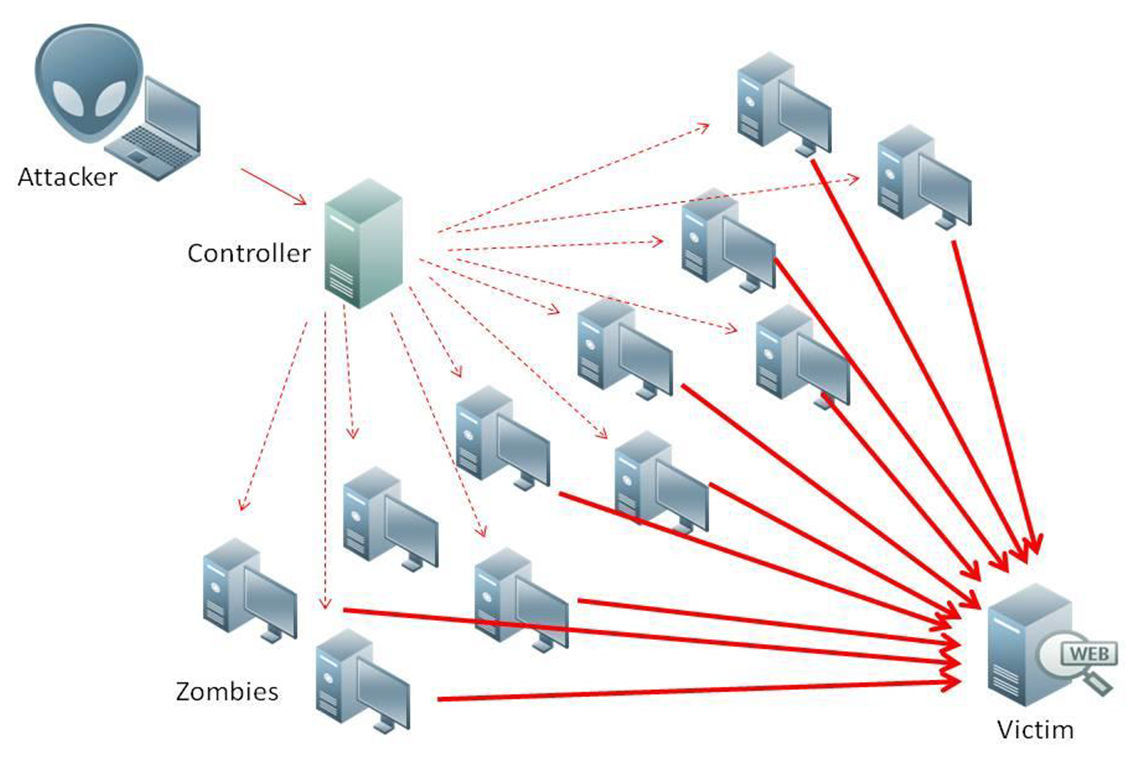
Illustration d'une attaque par déni de service par Nasanbuyn

Les attaques par déni de service distribué (DDoS) consistent à saturer un site web pour le rendre inaccessible. Elles ont été utilisées par des groupes comme Anonymous contre des sites gouvernementaux ou de grandes entreprises.

### Leaks et divulgation d’informations
Certains hacktivistes pratiquent le leaking de documents sensibles pour dénoncer des pratiques jugées abusives. WikiLeaks, fondé par Julian Assange, est un exemple emblématique. Edward Snowden illustre également le propos, en encourant de lourdes peines pour avoir dévoilé l'existence de PRISM, un programme de surveillance de la NSA. Il met en lumière les atteintes aux libertés individuelles au nom de la sécurité nationale, désobéissant ainsi aux règles de secrets défense.

### Défacement de sites web
Le défacement ou la défiguration de site web consiste à modifier le contenu d’un site pour y afficher un message politique. Cette pratique a été utilisée pour dénoncer la censure ou les atteintes aux droits humains.

### Campagnes de harcèlement et de spam
Certains activistes utilisent des techniques de spam ou de flooding pour perturber la communication d’organisations qu’ils jugent oppressives.

## Enjeux juridiques et éthiques
Les actions de désobéissance civile en ligne soulèvent des débats quant à leur légalité et leur légitimité. Dans certains pays, elles sont assimilées à du cyberterrorisme, tandis que d’autres les considèrent comme des formes modernes de protestation. La frontière entre activisme et délinquance informatique est donc souvent floue.
Les gouvernements et entreprises mettent en place des législations pour criminaliser ces pratiques, ce qui pose la question des libertés numériques et de la censure.